# 11764 Benbaillaud
A 11764 Benbaillaud (ideiglenes jelöléssel 6531 P-L) a Naprendszer kisbolygóövében található aszteroida. Cornelis Johannes van Houten,  Ingrid van Houten-Groeneveld és Tom Gehrels fedezte fel 1960. szeptember 24-én.